# Aliénor de Castille (1202-1244)
Pour les articles homonymes, voir Aliénor.
Aliénor de Castille, née en 1202 et morte en 1244 au monastère de Santa María la Real de Las Huelgas (Burgos), est infante du royaume de Castille et première épouse de Jacques Ier d'Aragon.

## Famille
Aliénor de Castille est la fille d'Alphonse VIII le Noble ou de Las Navas et d'Aliénor Plantagenêt, elle-même fille d'Henri II d'Angleterre et d'Aliénor d'Aquitaine (Henri II est un arrière-petit-fils de Guillaume le Conquérant). Son père Alphonse VIII est quant à lui le fils unique de Sanche III de Castille et de Blanche Garcés de Navarre, elle-même fille de García V Ramírez de Navarre, dit le Restaurateur. Ses parents auront 12 enfants dont les naissances s'étalent sur environ 25 ans. La sœur aînée d'Aliénor, Bérengère, devint reine de Castille en 1217 à la mort de leur frère Henri Ier de Castille sans descendance. Une autre sœur, Blanche, devient reine de France par son mariage avec Louis VIII le Lion et une troisième, Urraque, un temps considérée comme fiancée potentielle pour le même Louis VIII, devient reine de Portugal par son mariage avec Alphonse II de Portugal.

## Biographie
Ses parents meurent tous deux en 1214, à 26 jours de distance. Aliénor reste en Castille jusqu'à la mort de son frère Henri Ier, tué en 1217 par la chute d'une tuile d'un toit. Sur le conseil de sa sœur, la reine Bérengère, elle se marie le 6 janvier 1221 avec Jacques Ier le Conquérant, roi d'Aragon, à Ágreda, située dans la province de Soria. Le roi n'est âgé que de treize ans, tandis que son épouse en a six de plus. Ce mariage répond davantage à des intérêts politiques et de convenance, qu'à une union romantique. Elle reçoit de son époux une dot composée de différentes propriétés, incluant les villes de Daroca, Épila, Uncastillo et Barbastro, tandis que le couple s'installe dans la ville aragonaise de Tarazona, actuellement située dans la province de Saragosse, où Jacques est fait chevalier, dans la cathédrale de Santa María de la Vega.
Cette même année naît l'unique fils de cette union, l'infant Don Alphonse d'Aragon, qui décédera avant son père en 1260, trois jours après son mariage avec Constance de Moncade, fille du vicomte de Béarn. Il sera relégué, bien qu'étant le fils aîné de Jacques Ier, à des rôles secondaires au profit des fils de la seconde épouse de son père.
En 1229, Aliénor est répudiée par son époux, au motif d'une trop proche parenté. Jacques sollicite dès lors l'annulation du mariage auprès du pape Grégoire IX et part en septembre de la même année à la conquête de Majorque. Aliénor, quant à elle, s'en retourne en Castille auprès de sa sœur Doña Bérengère et de son neveu Ferdinand III. Elle entre au monastère cistercien de Santa María la Real de Las Huelgas dans la province de Burgos. En 1230, l'annulation de son mariage avec Jacques Ier devint effective. 
En 1234, lors d'une entrevue organisée au monastère de Santa María de Huerta à la frontière entre les royaumes de Castille et d'Aragon, entre Ferdinand III, neveu de la reine Aliénor, et le roi Jacques Ier d'Aragon, il fut décidé d'accorder à l'ex-reine les terres et le château d'Ariza et le maintien dans les propriétés qu'elle avait reçues lors de son mariage, à la condition expresse qu'elle ne se remariât pas. Son ex-mari s'engagea également à ne pas la séparer de leur fils unique, l'infant Alphonse, qui l'avait accompagnée. L'année suivante, Jacques Ier se remarie avec Yolande de Hongrie, dont il aura neuf enfants, dont son successeur Pierre III.
Aliénor de Castille meurt à Santa María de Las Huelgas, en 1244, deux ans avant sa sœur aînée Bérengère. Elle est enterrée au monastère.
L'Ordre de Notre-Dame-de-la-Merci la commémore avec le titre de bienheureuse le 25 janvier. Elle fut la première personne à en porter le scapulaire et elle le fit publiquement.